# Coracina
A Coracina a madarak osztályának verébalakúak (Passeriformes) rendjébe és a tüskésfarúfélék (Campephagidae) családjába tartozó nem.
Egyes fajokat átsorolták az Edolisoma, a Ceblepyris, a Lalage, az Cyanograucalus, a Analisoma és a Malindangia nemekbe, ezt még nem minden szervezet fogadta el.

## Rendszerezésük
A nemet Louis Pierre Vieillot francia ornitológus írta le 1816-ban, az alábbi fajok tartoznak ide:
- Coracina caeruleogrisea
- hosszúfarkú kakukkgébics (Coracina longicauda)
- Coracina temminckii
- földi kakukkgébics (Coracina maxima)
- Coracina bicolor
- Coracina lineata
- Coracina boyeri
- álarcos kakukkgébics (Coracina novaehollandiae)
- Coracina welchmani
- pápua kakukkgébics (Coracina papuensis)
- Coracina ingens
- jávai kakukkgébics (Coracina javensis)
- Coracina personata
- Coracina fortis
- Coracina atriceps
- Coracina caledonica
- indiai kakukkgébics (Coracina macei)
- Coracina striata
- Coracina dobsoni
- Coracina larvata
- Coracina schistacea
- Coracina leucopygia

Áthelyezve a Celebesica nembe:
- Coracina abbotti vagy Celebesica abbotti
- Coracina parvula vagy Celebesica parvula

Áthelyezve a Cyanograucalus nembe:
- Coracina azurea vagy Cyanograucalus azureus

Áthelyezve a Malindangia nembe:
- Coracina mcgregori vagy Malindangia mcgregori